# Ланкастър Парк
„Ланкастър Парк“ (на английски Lancaster Park), днес познат и като AMI Stadium поради спонсорски права, е стадион в Крайстчърч, Нова Зеландия.
На него се играят множество спортове, включително футбол, крикет, ръгби, лека атлетика. Организират се и много събития извън спорта като концерта на Бон Джоуви през 2008 г.